# Carneades nigrosignata
Carneades nigrosignata là một loài bọ cánh cứng trong họ Cerambycidae.